# Jean de Lattre de Tassigny
Pour les articles homonymes, voir De Lattre.
Jean de Lattre de Tassigny, né le 2 février 1889 à Mouilleron-en-Pareds (Vendée) et mort le 11 janvier 1952 à Neuilly-sur-Seine (Seine), est un officier général français. Figure importante de la Seconde Guerre mondiale, compagnon de la Libération, il est élevé à la dignité de maréchal de France à titre posthume.
Jeune officier lors de la Première Guerre mondiale, il se bat sur différents fronts, dont Verdun. Il est blessé cinq fois et termine la guerre avec huit citations, la Légion d'honneur et la Military Cross.
Dans l'entre-deux-guerres, il participe à la guerre du Rif au Maroc, où il est de nouveau blessé. Il effectue ensuite une carrière d'officier d'état-major et de commandant de régiment.
Au début de la Seconde Guerre mondiale, en mai-juin 1940, plus jeune général de France (jusqu'à la nomination à ce même grade de Charles de Gaulle le 25 mai), commandant la 14e division d'infanterie lors de la bataille de France, il tient tête à la Wehrmacht à la bataille de Rethel, dans les Ardennes, puis sur la Loire, continuant à se battre jusqu'à l'armistice du 22 juin 1940.
Sous le régime de Vichy, il reste dans l'Armée d'armistice, où il occupe des postes de commandement à l'échelon régional, puis comme commandant en chef des troupes en Tunisie. Commandant de la 16e division militaire à Montpellier le 11 novembre 1942, lorsque la zone libre est envahie par les troupes allemandes, à la suite du débarquement des Alliés en Afrique du Nord, il est arrêté et condamné à dix ans de prison, pour avoir désobéi au gouvernement, et, seul général en activité à le faire, ordonné à ses troupes de s'opposer aux Allemands. Il parvient à s'évader et rallie le CFLN à Alger, fin 1943.
Après son ralliement à de Gaulle, il est l'un des grands chefs de l'Armée de Libération entre 1943 et 1945, s'illustrant à la tête de la 1re armée, qui, après le débarquement de Provence du 15 août 1944, mène la campagne victorieuse, dite « Rhin et Danube», contre le Troisième Reich. Il est le seul général français de la Seconde Guerre mondiale à avoir commandé de grandes unités américaines.
Il est le représentant français à la signature de la capitulation allemande à Berlin, le 8 mai 1945, aux côtés d'Eisenhower, Joukov, et Montgomery.
Commandant en chef des forces françaises en Allemagne en 1945, il devient inspecteur général de l'Armée de terre et chef d’État-Major général de la Défense nationale en 1947. De 1948 à 1950 auprès du maréchal Montgomery, il est le premier commandant en chef des Forces terrestres de l’Europe occidentale.
Fin 1950, il est envoyé redresser la situation sur le front indochinois, et cumule alors les postes de gouverneur de l'Indochine et de commandant en chef du corps expéditionnaire français en Extrême-Orient. Il remporte en 1951 plusieurs victoires importantes contre le Việt Minh, mais, atteint par la maladie (métastases cancéreuses à la hanche), il doit quitter l'Indochine dès la fin de l'année, pour se faire soigner en France.
Mort le 11 janvier 1952, il reçoit des funérailles nationales, pendant lesquelles il est fait maréchal de France à titre posthume le 15 janvier, jour de ses obsèques.

## Origines familiales

Blason de la famille de Lattre de Tassigny.

Membre de la famille de Lattre de Tassigny, famille de l'ancienne bourgeoisie française, il est le fils de Roger de Lattre de Tassigny (1855-1956), et d'Anne Marie-Louise Hénault (1862-1938).

## Carrière militaire
Jean fréquente le collège Saint-Joseph de Poitiers et poursuit ses études à Paris. De 1898 à 1904, il prépare au lycée Sainte-Geneviève sa rentrée à l'École Saint-Cyr, où il est reçu en 1908, quatrième sur deux cent dix. Il effectue ses classes au 29e dragons à Provins. Il est élève de Saint-Cyr de 1909 à 1911, dans la promotion « Mauritanie » dont il sort deux cent unième de promotion. Il entre en 1911 à l'École de cavalerie de Saumur.

### Première Guerre mondiale

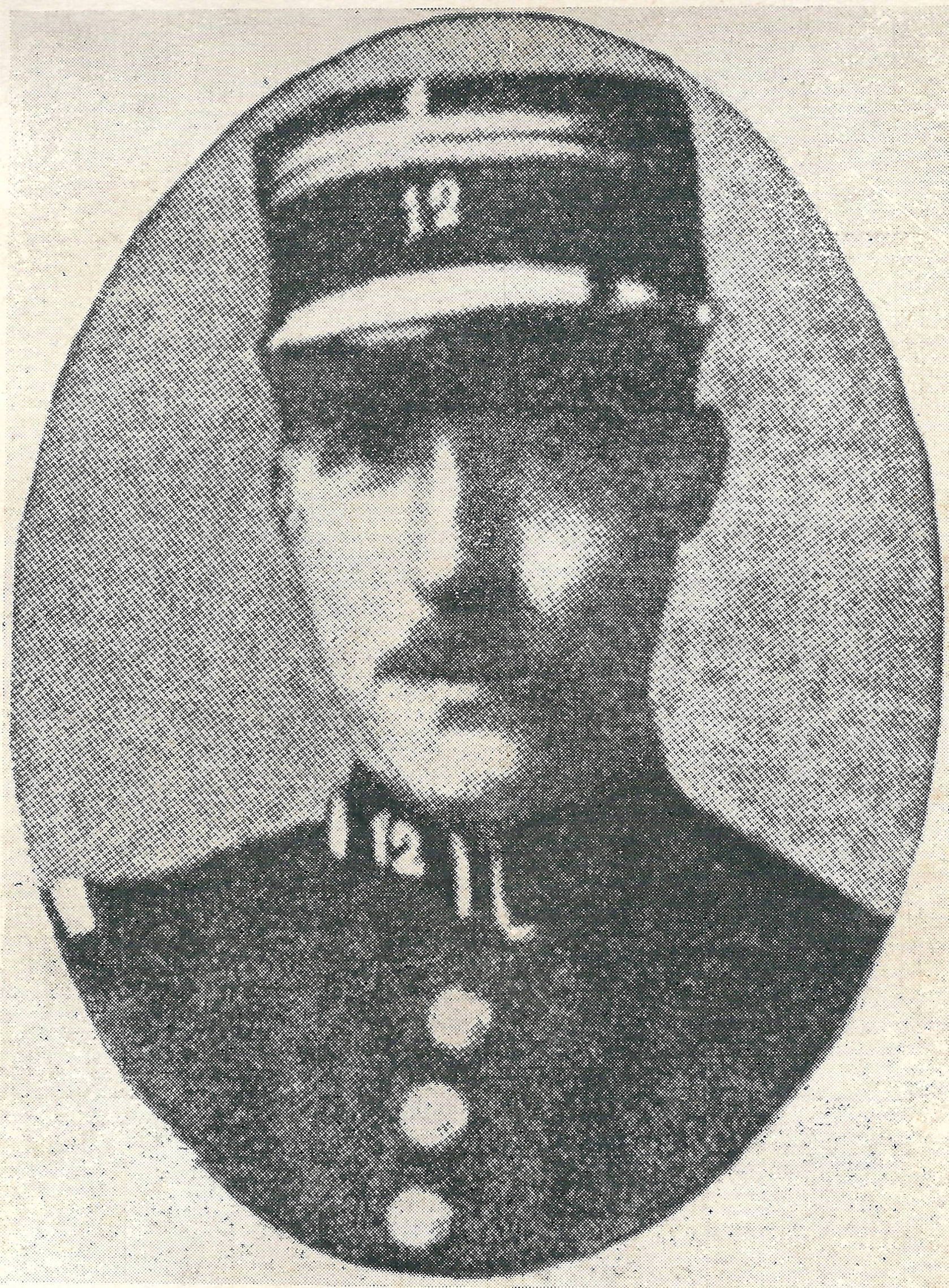
Jean de Lattre de Tassigny alors lieutenant au 12e Dragon, en 1914.

En 1912, il est sous-lieutenant, affecté au 12e dragons à Pont-à-Mousson puis sur le front,. Il est blessé une première fois le 11 août 1914 par un éclat d'obus au cours d'une reconnaissance. Le 14 septembre, il est blessé d'un coup de lance, d'un uhlan bavarois en chargeant à la tête de son peloton de dragons, puis rapatrié à Montauville. Affaibli par sa blessure, obligé de se cacher dans la cave d'une maison occupée par les Allemands, à Pont-à-Mousson, il est sauvé de la capture par un officier du 5e régiment de hussards en mission de reconnaissance, le sous-lieutenant Schmeltz [réf. souhaitée].
Jeune lieutenant d'infanterie, il rend visite à Georges Clemenceau également né à Mouilleron-en-Pareds, qui le voyant s'éloigner, dit à son fidèle Albert Boulin : « Regardez-le bien, celui-là, et souvenez-vous de lui. Il ira loin, très loin. »
En 1915, il est capitaine au 93e régiment d'infanterie, se bat à Verdun pendant seize mois, au Chemin des Dames et termine la guerre avec cinq blessures, huit citations,, la Légion d'honneur (le 20 décembre 1914) et la Military Cross,. Il est affecté au 2e bureau, à l'état-major de la 21e division.

### Entre-deux-guerres
En 1919, il est affecté à la section franco-américaine à Bordeaux, puis au 49e régiment d'infanterie à Bayonne. De 1921 à 1926, il est envoyé au Maroc, où, de 1922 à 1923, il participe à des opérations en Haute Moulouya et à Taza, puis durant la guerre du Rif consécutive à la révolte d'Abdelkrim (1925-1926), devient chef d'état-major de la région de Taza,. Il est de nouveau blessé en opération, reçoit trois citations et est nommé chef de bataillon.
De 1927 à 1929, il suit les cours de l'École de guerre, où il est chef de promotion, (49e promotion). Il se marie avec Simonne Calary de Lamazière en 1927, et ils ont un fils, Bernard, en 1928. En 1929, de Lattre est affecté au 5e régiment d'infanterie à Coulommiers.
Le 25 novembre 1929, Jean de Lattre, ami du « Tigre » et son épouse, sont — en qualité de résidents de Mouilleron-en-Pareds — parmi les rares Vendéens catholiques à assister aux obsèques civiles de Georges Clemenceau au « Colombier » de Mouchamps.
En 1931, il est au 4e bureau de l'état-major des armées, puis, il est nommé, en 1932, au grade de lieutenant-colonel à l'état-major auprès du général Weygand, vice-président du Conseil supérieur de la guerre,,. À ce poste, il suit particulièrement la politique étrangère, dont les relations avec l'URSS et, en politique intérieure, les problèmes de budgets militaires. En février 1934, il fait partie, avec Adrien Marquet, Philippe Henriot, Georges Scapini et Xavier Vallat, d'un groupe qui complote contre la République ; à cette occasion, le maréchal Pétain, alors ministre de la Guerre, exprime, sans succès, le souhait que Weygand le « démissionne ». Au départ de Weygand, atteint par la limite d'âge, de Lattre est maintenu à l'état-major du Conseil supérieur de la guerre auprès du général Georges. En 1935, promu colonel, il commande le 151e régiment d'infanterie à Metz,,. Entre 1937 et 1938, il suit des cours au Centre des hautes études militaires et devient, en 1938, chef d'état-major du gouverneur militaire de Strasbourg, le général Héring.

### Seconde Guerre mondiale

#### Bataille de France

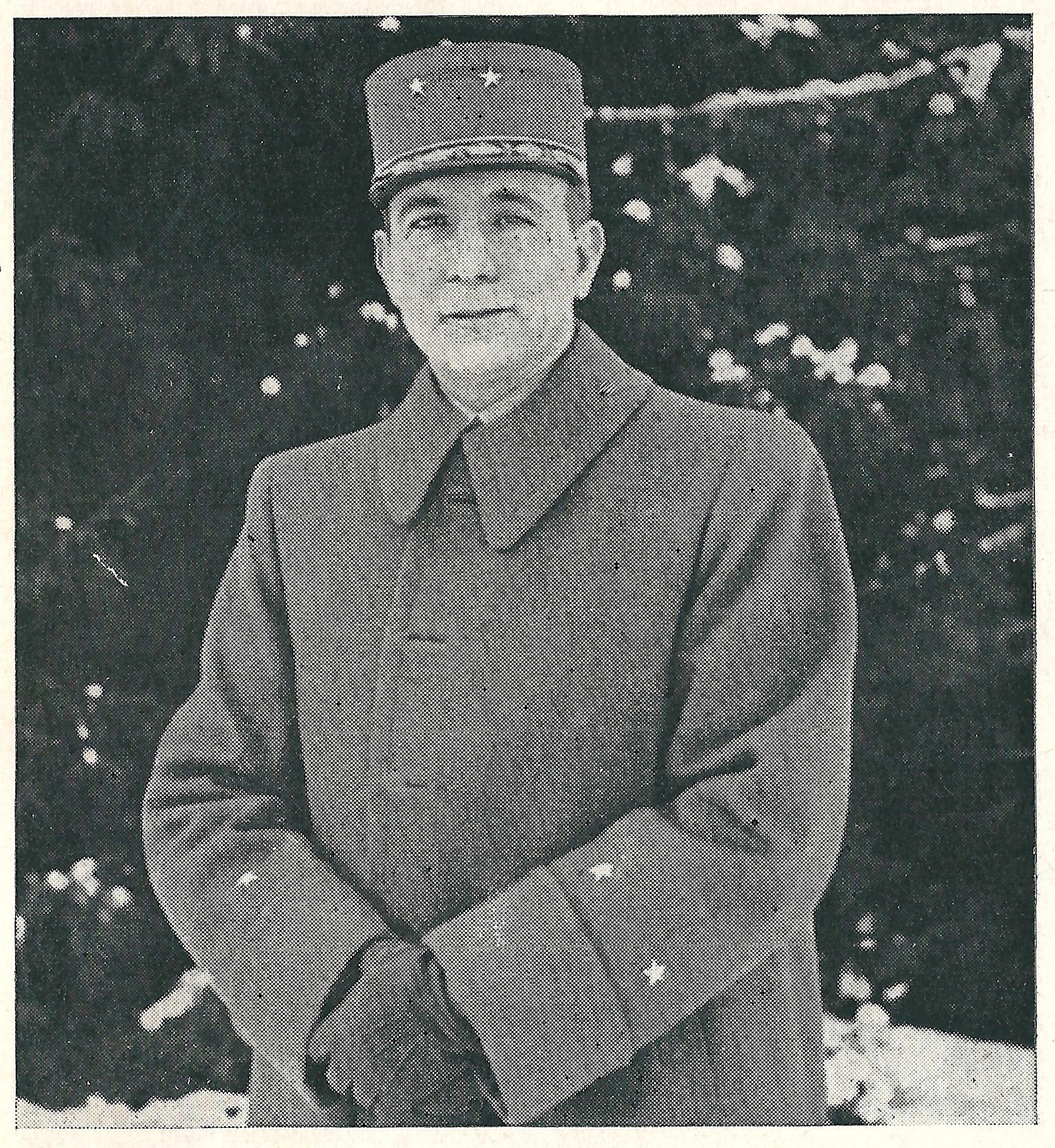
Jean de Lattre de Tassigny, le plus jeune général de brigade de l'armée française en 1939.

Promu général de brigade, le 22 mars 1939 — alors le plus jeune général de France,, —, il est chef d'état-major de la 5e armée, le 3 septembre 1939. Le 1er janvier 1940, il prend le commandement de la 14e division d'Infanterie, la « Division des As », qu'il dirige pendant les affrontements avec la Wehrmacht à Rethel,, où sa division résiste pendant un mois, repoussant par trois fois les Allemands devant l'Aisne,, faisant deux mille prisonniers. Il continue à se battre jusqu’à la Champagne, à Mourmelon, puis il se replie, en menant des combats de retardement, sur la Marne, l'Yonne, la Loire et Nevers,. La division conserve sa cohésion militaire tout au long des combats et ceci, malgré la défaite.

#### Armée de Vichy
Après l'armistice, il reste dans l'Armée de Vichy et, de juillet 1940 à septembre 1941, il est adjoint au général commandant la 13e division militaire à Clermont-Ferrand et commandant militaire du Puy-de-Dôme. Le découragement des troupes est alors profond, il s'emploie à restaurer la confiance des soldats, par la discipline. À cette époque, il pense que le régime du maréchal Pétain défend l'intérêt national et se soumet à ses directives. S'intéressant à la jeunesse, il organise, en dehors des Chantiers de jeunesse, ses propres chantiers et une école de cadres militaires dans le village et le château d'Opme (près de Clermont-Ferrand) — qu'il fait reconstruire par des étudiants alsaciens réfugiés et des soldats —, avec pour but de « produire des chefs » pour une armée apte au travail d'équipe et d'étendre cette expérience à toute l'Armée d'armistice.
En novembre 1941, à la mort du général Huntziger, secrétaire d'État à la Guerre dans le gouvernement Darlan, de Lattre tente, sans succès, d'obtenir ce poste. Promu général de division, il est commandant en chef des troupes de Tunisie, où il crée une autre école de cadres, à Salammbô (quartier de Tunis),. Il n'y reste que quatre mois, de fin septembre 1941 au 2 février 1942, rappelé alors en métropole, à la demande des Allemands, pour avoir refusé de ravitailler l'Afrika Korps. Par la suite, en 1942, il commande la 16e division militaire à Montpellier,,, est promu général de corps d'armée et crée de nouveau une école de cadres, à Carnon,. Il conserve son poste dans l'armée d'armistice, malgré l'hostilité manifestée par les Allemands à son égard, et le SOL de Montpellier qui le signale comme « sympathisant gaulliste ».
Contrairement à nombre de militaires de l'Armée de Vichy et à Mitterrand, de Lattre n'a jamais été décoré de la francisque et en particulier parmi les huit généraux commandants de division militaire, il est le seul à ne l'avoir pas été.
Le 21 juin 1942, le général Giraud, qui vient de s'évader de la forteresse de Königstein et qui commence à prendre des contacts pour ses projets d'avenir, rencontre de Lattre à Montpellier, mais il le trouve « prudent et évasif ». En août 1942, contacté par Jean Moulin pour prendre la tête de l'Armée secrète, de Lattre refuse. À la même époque, il obtient pour le philosophe Jean Cavaillès, qu'il estime, un droit de visite, qui lui permet d'obtenir les livres nécessaires à la rédaction de son livre Sur la logique et la théorie de la science.
Lorsqu'en septembre-octobre 1942, les Alliés préparent l'établissement d'un deuxième front en Afrique du Nord, alors qu'ils sont désireux de s'entendre avec Vichy qui contrôle la région, afin que les Français n'opposent pas de résistance, cherchant donc un chef avec qui traiter pour mettre sur pied les opérations, Weygand ayant refusé, le nom du général de Lattre est évoqué, parmi d'autres (militaires ou politiques) ; il n'est toutefois pas retenu.

#### Arrestation

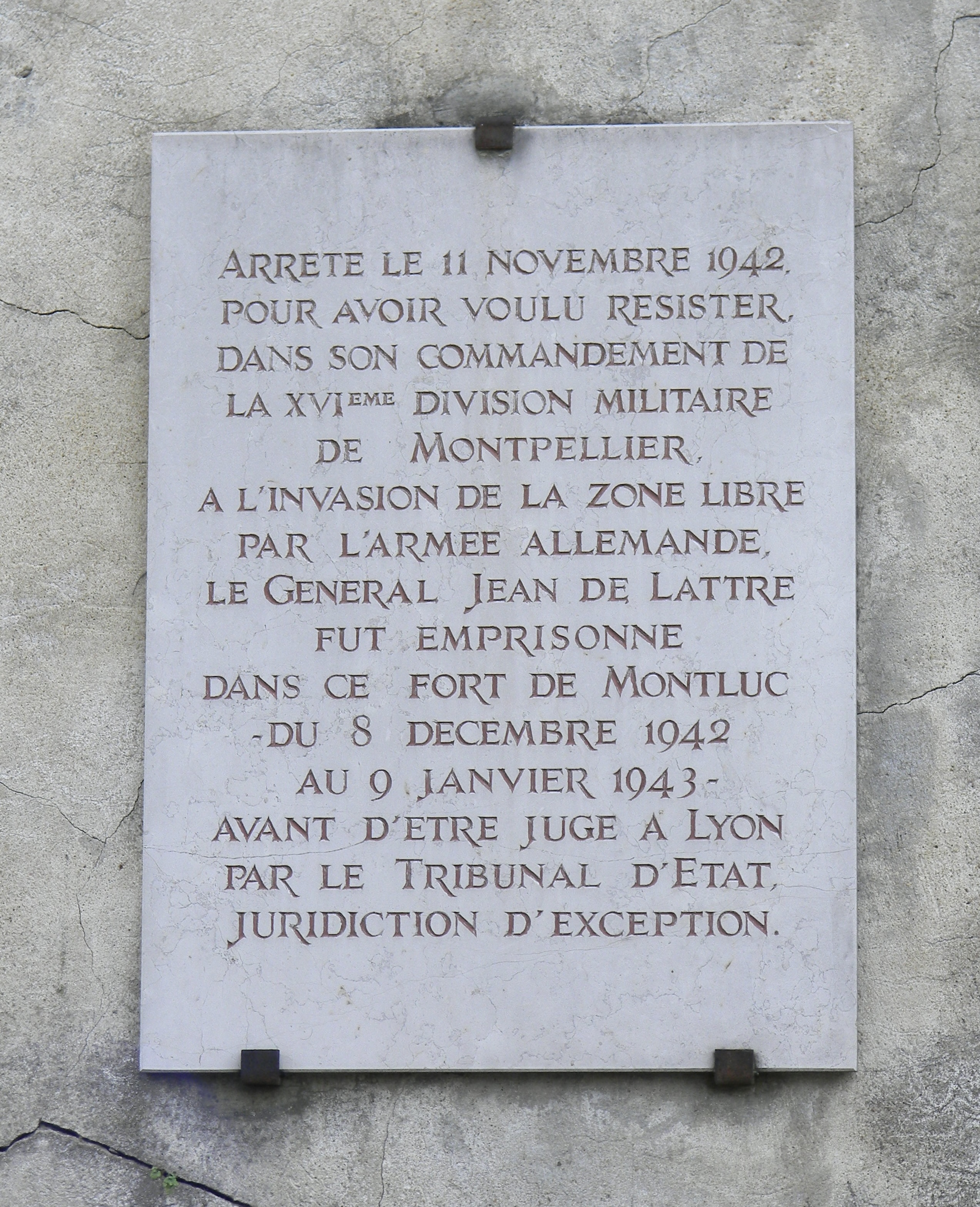
Plaque commémorative à la prison Montluc de Lyon.

À la suite du débarquement des Alliés en Afrique du Nord, la zone libre est envahie par les troupes allemandes, le 11 novembre 1942. Seul général en activité à le faire,, il refuse l'ordre de ne pas combattre donné par le gouvernement de Vichy, en la personne du ministre Bridoux, de Lattre commande à ses troupes de s'opposer aux Allemands, et est arrêté par les gendarmes,, le 12 novembre 1942 à Saint-Pons-de-Thomières. Il est interné à la prison militaire Furgole de Toulouse, puis à la prison Montluc à Lyon. Le 9 janvier 1943,, il comparaît devant les juges français de la section de Lyon du tribunal d'État, juridiction d'exception siégeant à huis clos et constituée d'un magistrat et de quatre autres juges désignés par le gouvernement : deux officiers généraux, un préfet honoraire et le chef des SOL, Joseph Darnand. Il est condamné à dix ans de prison, mais conserve son grade,. Il n'est ensuite pas radié de l'ordre national de la Légion d'honneur. Cet épisode fait dire au préfet Hontebeyrie, que « lorsqu'on apprend [qu'ils] ont franchi la frontière, on s'occupe beaucoup plus d'arrêter de Lattre que les Allemands ».

#### Ralliement à de Gaulle
Parvenant à s'évader de la maison d'arrêt de Riom dans la nuit du 2 au 3 septembre 1943, avec le concours de sa femme, de son fils,,,, de Louis Roetsch,, et l'aide de la Résistance, et après être resté caché un mois en Auvergne, à Compains, il fuit, via le Port d'Arciat et le terrain d’atterrissage clandestin « Aigle » à Manziat, au nord de Mâcon, le 17 octobre, pour rejoindre Londres, puis Alger, où il arrive le 20 décembre 1943,, après avoir été promu au rang de général d'armée, le 11 novembre 1943, par le général de Gaulle. Il rend ensuite visite au général Giraud, qui fut son supérieur à Metz, lequel lui réserve « un très cordial accueil » et l'assure de son soutien.
En décembre 1943, il commande l'armée B — qui deviendra la 1re armée française le 25 septembre 1944 —, constituée par l'amalgame, réalisé le 31 juillet 1943, d'éléments des Forces françaises libres et de l'armée d'Afrique et de volontaires. Fidèle à ses principes, il met sur pied un centre d'entraînement de cadres, à Douera (près d'Alger),. Cette armée libère l'île d'Elbe, du 17 au 19 juin 1944.

#### Débarquement en Provence et remontée du Rhône
Comme commandant de l'armée B, il participe aux préparatifs de l'opération Anvil-Dragoon avec les Alliés, qui, liée à l'opération Overlord, fait partie des offensives à l'ouest visant à refouler les Allemands jusqu'au Rhin. Les forces prévues pour cette opération, placée sous le commandement du général Patch, sont constituées en grande partie des sept divisions de l'armée de Lattre (256 000 hommes) et de trois divisions américaines, des forces spéciales et aéroportées de la 7e armée.
Avec les Américains du 6e corps de la 7e armée, de Lattre et ses commandants de corps d'armée, les généraux Béthouart et de Larminat (remplacé par la suite par de Monsabert), débarquent en Provence, à partir du 15 août 1944,, prennent, avec la participation active d'éléments des Forces françaises de l'intérieur (FFI), Toulon le 27 août et Marseille le 29 août, avec presque un mois d'avance sur les prévisions. La prise de ces deux ports, par l'augmentation des capacités d'accueil en hommes et matériel, qu'elle constitue, par rapport au front de Normandie, apporte un avantage décisif pour la suite des opérations sur le front de l'Ouest.

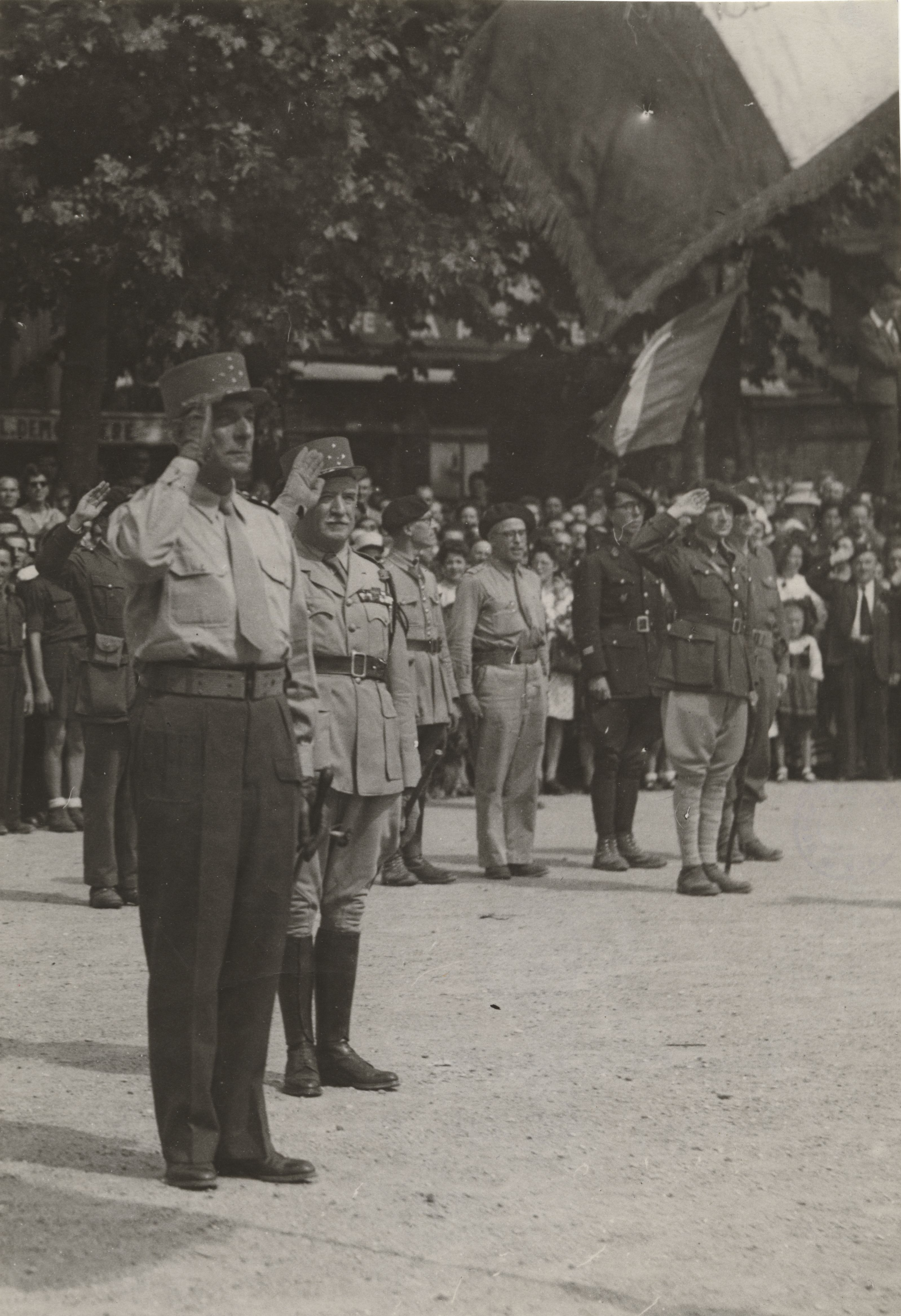
Prise d'armes le 5 septembre 1944 place Bellecour après la libération de Lyon

Les armées remontent ensuite la vallée du Rhône en libérant, Saint-Étienne (le 2 septembre), Lyon (le 3 septembre), Mâcon, Chalon-sur-Saône, Beaune et Autun, (8 septembre).
En incorporant à son armée nombre d'éléments issus des FFI, de Lattre parvient à augmenter notablement ses effectifs (de 137 000 hommes) ; dès lors son armée compte près de 400 000 hommes. À partir de septembre 1944, l'Armée de la Libération est un « heureux amalgame de l'armée d'armistice, de la France libre et des Forces françaises de l'intérieur […] ». Cet amalgame, dans la droite ligne de la formation de l'armée B, est poursuivi dans la 1re armée avec les forces issues de la Résistance et il s'avère être un succès.

#### Campagne Rhin et Danube

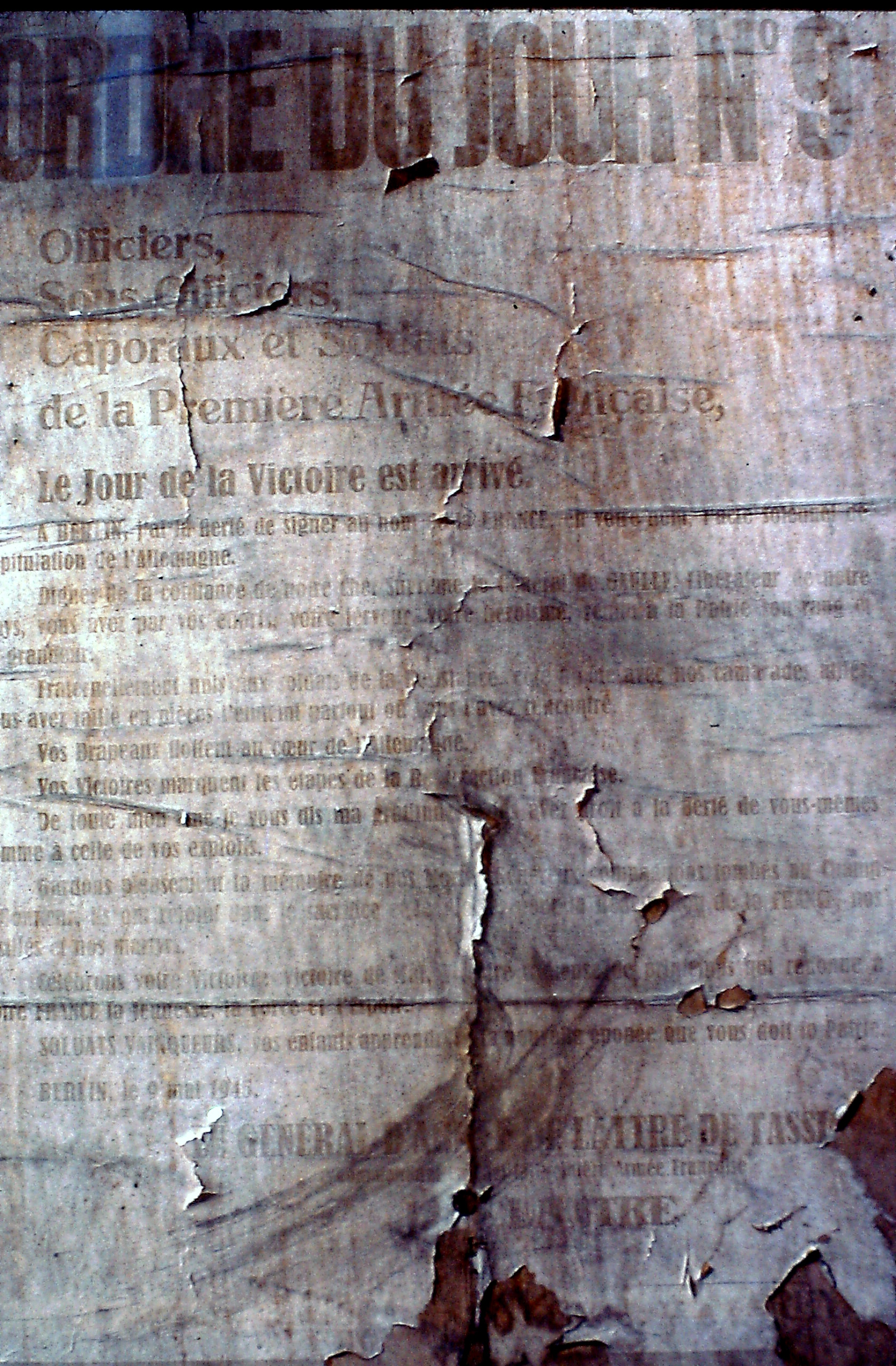
Affiche de De Lattre de Tassigny annonçant la victoire, le 9 mai 1945 (photographiée à Strasbourg en 1979).

Après avoir effectué sa jonction avec la 2e division blindée venant de Normandie, à Montbard, Aisey-sur-Seine et Nod-sur-Seine, près de Dijon, le 12 septembre 1944, la 1re armée participe, début octobre, à la bataille des Vosges, prend Montbéliard et Héricourt le 17 novembre, puis Gérardmer et atteint le Rhin le 19 novembre, avant toutes les autres armées alliées,. Elle libère ensuite Mulhouse (24 novembre) et Belfort (25 novembre).
La contre-attaque allemande sur les Ardennes (du 16 décembre 1944 au 30 janvier 1945), qui stoppe momentanément l'avance des Alliés, et les fait reculer, oblige Eisenhower à déplacer des troupes pour tenir le front et à envisager l'éventualité d'une retraite sur les Vosges, en abandonnant l'Alsace et Strasbourg.
Pour de Gaulle, qui considère que ce serait « un désastre national irréparable », il n'est pas question de laisser les Allemands reprendre l'Alsace et surtout pas Strasbourg, ville symbole, qui a été libérée par la 2e DB du général Leclerc, le 23 novembre. Sur le terrain, de Lattre et son supérieur américain, le général Devers, commandant du 6e groupe d'armées, dont dépend la 1re armée française depuis septembre 1944, sont aussi d'accord pour ne se retirer de la région qu'en cas d'extrême nécessité. Pendant que de Gaulle finit de convaincre Eisenhower, le 3 janvier 1945, dans une réunion à haut niveau, à laquelle assiste Churchill, et malgré un ordre de repli — dont il n'a connaissance que le 2 janvier — dû à une nouvelle attaque allemande le 31 décembre sur Sarreguemines, sur Bitche et depuis Colmar, de Lattre donne l'ordre de défendre Strasbourg, anticipant l'ordre de De Gaulle « avec une convergence parfaite » et l'accord d'Eisenhower, de vingt-quatre heures. La 1re armée parvient à se maintenir dans Strasbourg et ses alentours, en dépit de lourdes pertes.
À sa demande de renforts, le général Devers décide, le 19 janvier 1945, de placer les quatre divisions du 21e corps d'armée américain du général Milburn sous les ordres du général de Lattre faisant de lui le seul général français de la Seconde Guerre mondiale à commander de grandes unités américaines. L'armée de Lattre, participe, à partir du 20 janvier, à la réduction de la poche de Colmar,,. La ville est libérée le 2 février.

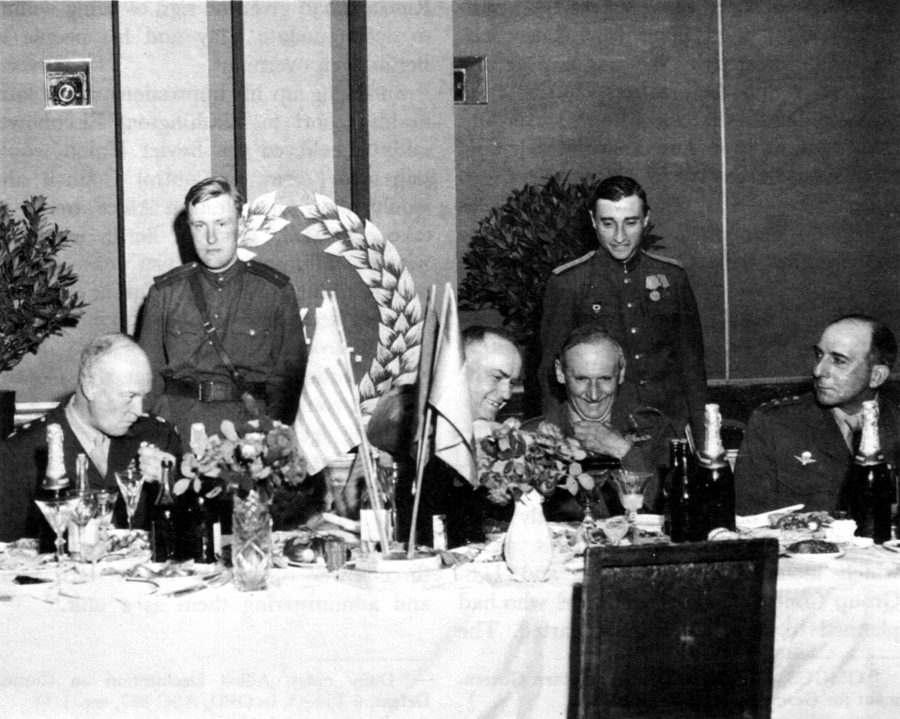
Eisenhower, Joukov, Montgomery, de Lattre, à Berlin, le 5 juin 1945.

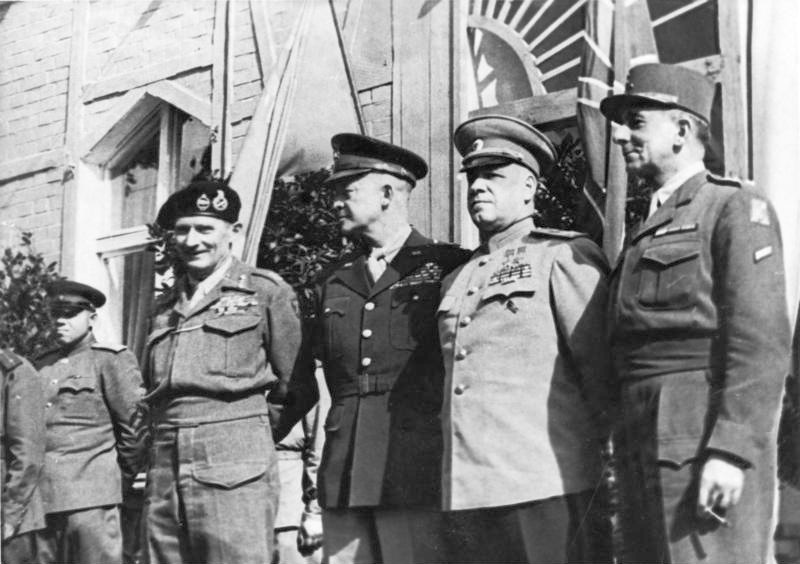
Montgomery, Eisenhower, Joukov et de Lattre, Berlin, le 5 juin 1945.

Le 12 février 1945, le général de Lattre décide la création d'une nouvelle école de cadres, à Rouffach, afin d'assurer la formation de FFI recrutés durant la campagne. Cette école, implantée à Strasbourg en 1946, deviendra l'École militaire de Strasbourg.
Les victoires du général de Lattre déclenchent alors un vent de panique à Sigmaringen, où les exilés de Vichy, dont Laval, commencent à organiser leur fuite ; ce mouvement s'accélère avec l'avancée des Alliés.
De Lattre entre en Allemagne, après avoir franchi le Rhin, les 30-31 mars 1945, suivant en cela les ordres de De Gaulle, du 29 mars, qui lui enjoignent de prendre Karlsruhe et Stuttgart, malgré les plans américains. La 1re armée déborde la ligne Siegfried, pénètre en Forêt-Noire, prend Karlsruhe (3 avril) et Stuttgart, après de durs combats, durant lesquels elle réduit quatre divisions allemandes et fait 9 000 prisonniers. Cet épisode est l'objet d'un nouvel affrontement entre Eisenhower et de Gaulle qui demande instamment à de Lattre, le 2 avril,
« de maintenir une garnison française à Stuttgart et d'y instituer tout de suite un gouvernement militaire, quoi que puissent dire et penser les Américains ». Devers proteste mais le général de Lattre, tout en maintenant ses troupes sur place et en laissant toutes facilités aux Américains, lui répond que la décision est du ressort des gouvernements. L'incident est clos le 28 avril, le nouveau président américain, Harry Truman, ne souhaitant pas le développement de tensions entre les Alliés au moment où la capitulation de l'Allemagne approche.
L'armée de Lattre poursuit sur Sigmaringen, prise par les Français le 22 avril, puis Ulm sur le Danube (24 avril), atteint la frontière suisse de Bâle à Constance. La campagne dite « Rhin et Danube » s'achève au col de l'Arlberg, en Autriche,.
Le 8 mai 1945, le général de Lattre représente la France à la signature de la capitulation allemande à Berlin, au quartier général du maréchal Joukov.

### Après la guerre

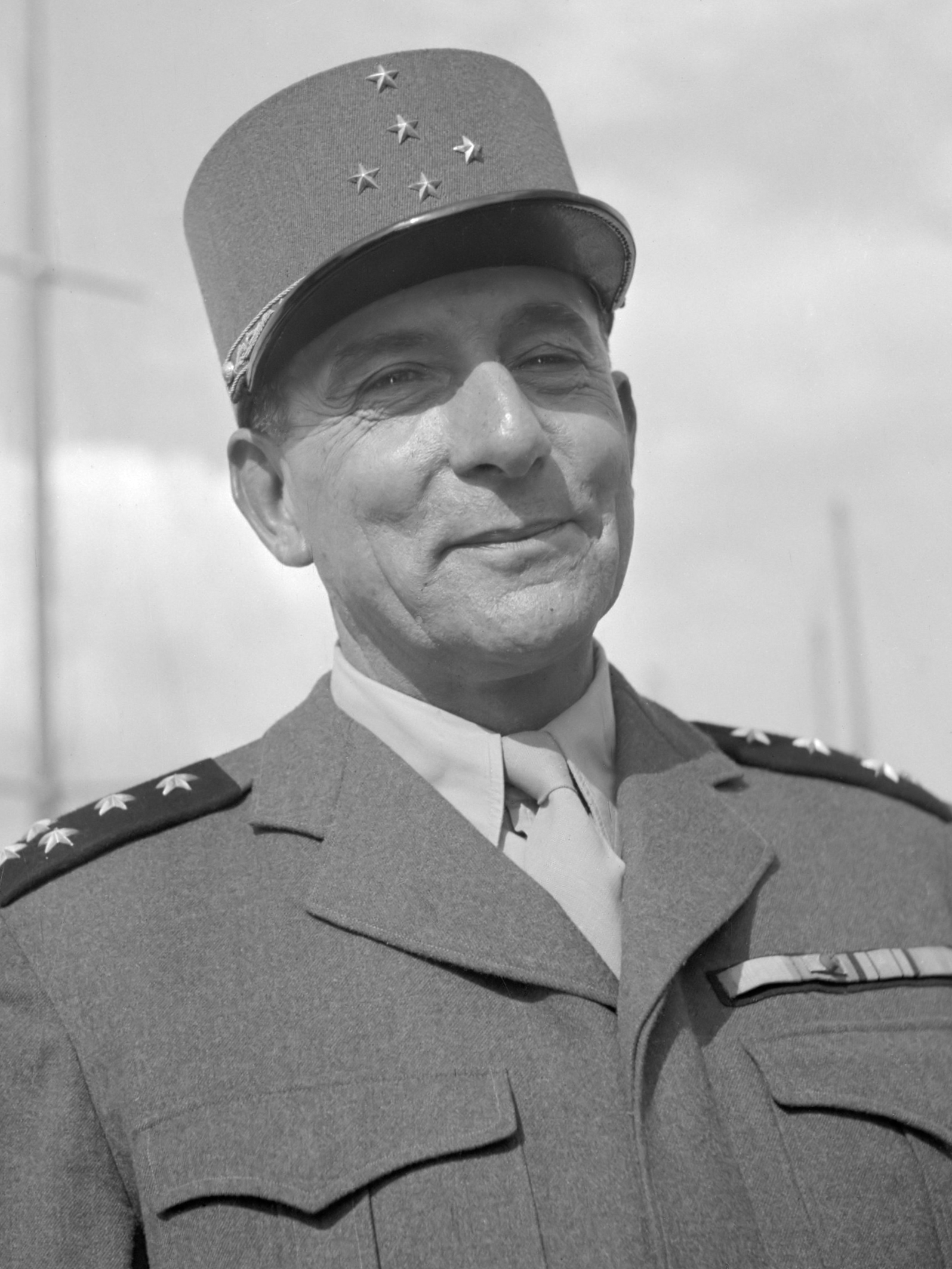
Le général de Lattre en 1946.

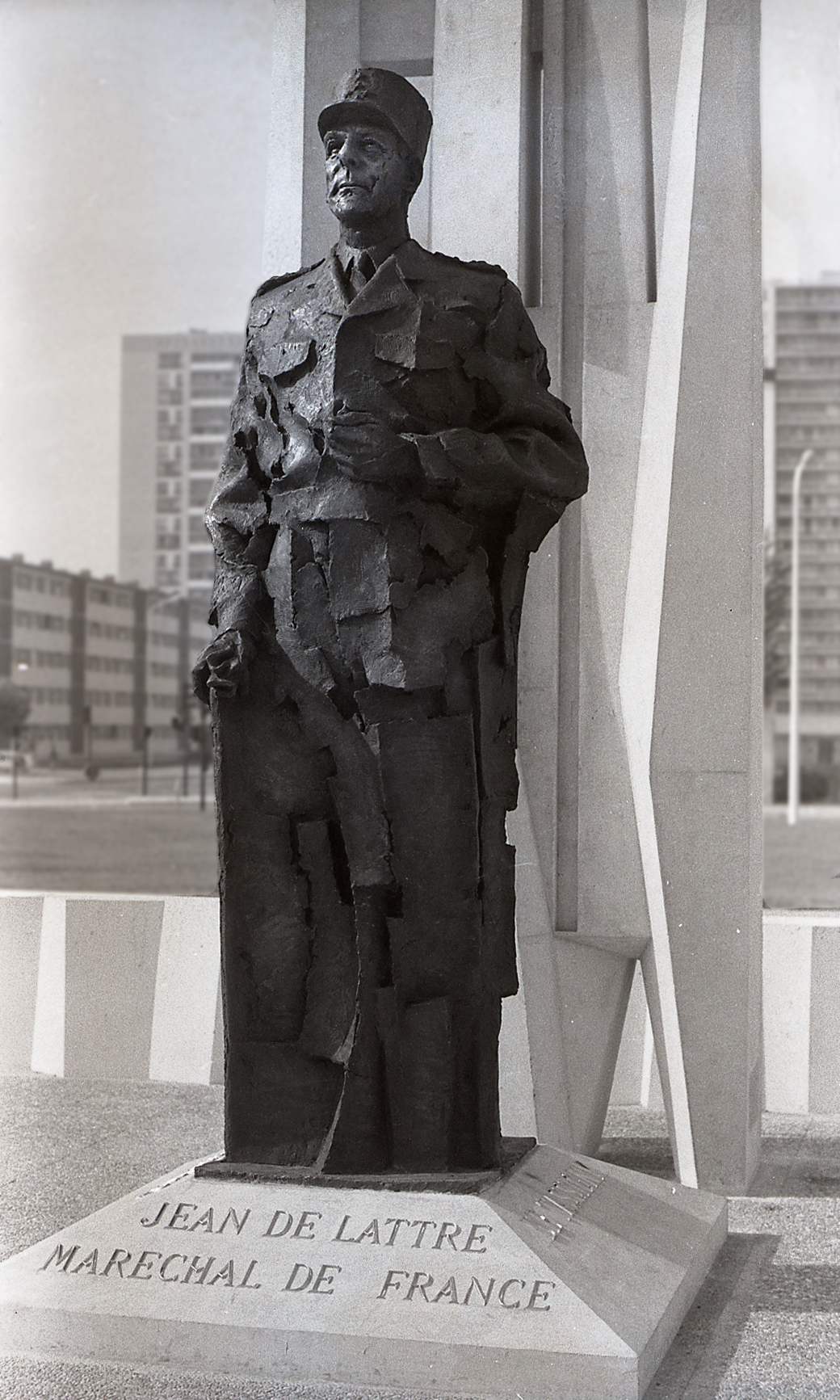
Monument au maréchal de Lattre de Tassigny à Mantes-la-Jolie par Jacques Le Nantec.

Du 31 mars 1945 au 27 mai 1945, de Lattre est commandant en chef des forces françaises en Allemagne.
Le 17 juin 1945, l'escadrille Normandie-Niémen qui regagne la France fait escale à Stuttgart. Les héros sont reçus par de Lattre. Ils arrivent à Paris, le 20 juin 1945, après une escale à la base aérienne de Saint-Dizier.
En septembre 1945, de Lattre se rend notamment à Marseille pour féliciter les officiers et les soldats démobilisés de la 4e DMM.
Entre décembre 1945 et mars 1947, il est inspecteur général de l'Armée de terre. En mars 1947, il devient vice-président du Conseil supérieur de la guerre et chef d’État-Major général de la Défense nationale en étant maintenu inspecteur général de l’Armée, puis inspecteur général des Forces armées. D’octobre 1948 à décembre 1950, auprès du maréchal Montgomery, il est le premier commandant en chef des Forces terrestres de la Western Union Defence Organisation (en),, à Fontainebleau.
En octobre-novembre 1947, il effectue une mission diplomatique et économique en Amérique latine durant laquelle il a des entretiens avec le président argentin Perón, le président chilien Videla, le président uruguayen Berres et le président brésilien Dutra, ainsi que de nombreux ministres et hauts responsables de ces pays ; il y rencontre également les représentants des communautés françaises et prononce de nombreuses conférences.

#### Guerre d'Indochine
Le 6 décembre 1950, de Lattre devient haut-commissaire, commandant en chef en Indochine et commandant en chef du corps expéditionnaire français en Extrême-Orient,. Il arrive à Saïgon le 17 décembre 1950 et met sur pied une Armée nationale vietnamienne,.
Il couvre l'Opération X, un trafic d'opium géré par l'armée française, qui finalise celui de la Régie de l'opium créée par Paul Doumer,.
Il redresse la situation au Tonkin et remporte des victoires contre le général Giap, notamment à Vinh Yen, (18 janvier 1951) — où il se rend personnellement —, Dong Trieu, Mao Khé, (mars 1951), Ninh Binh (mai 1951) et à la bataille du Day, en juin.
De Lattre se rend à Saïgon en juillet pour lancer un appel à la jeunesse vietnamienne et assister, auprès de l'empereur Bao Dai, au défilé du 14 Juillet.
En septembre, il assure des missions à Washington,, — où il est reçu par le président Truman et au Pentagone et répond à une entrevue télévisée dans l'émission Meet the Press sur le problème indochinois —, Londres et Rome auprès du pape Pie XII,,.
Il retourne en Indochine, le 19 octobre, alors qu'une nouvelle attaque du Viet Minh vient d'être repoussée à Nghia Lo, en pays Taï.
De Lattre doit alors rentrer en France pour participer à la conférence des États associés et faire un compte rendu de la situation en Indochine. Il la quitte définitivement le 15 novembre 1951, après être allé saluer ses soldats à Hoa Binh, où une opération aéroportée vient de se dérouler la veille.

#### Maréchal de France
Épuisé par le surmenage auquel il s'est astreint tout au long de sa carrière et que n'a pas arrangé sa blessure reçue en 1914, très affecté par la mort de son fils Bernard — tué au combat à Ninh Binh, le 30 mai 1951, —, et atteint de métastases à la hanche, il meurt à Neuilly-sur-Seine le 11 janvier 1952 des suites d'une opération.

Il est élevé à la dignité de maréchal de France, à titre posthume, par le président de la République Vincent Auriol, le jour de ses funérailles nationales,,, célébrées le 15 janvier 1952 à la cathédrale Notre-Dame de Paris et aux Invalides en présence, entre autres, de Charles de Gaulle, Dwight David Eisenhower et Bernard Montgomery.

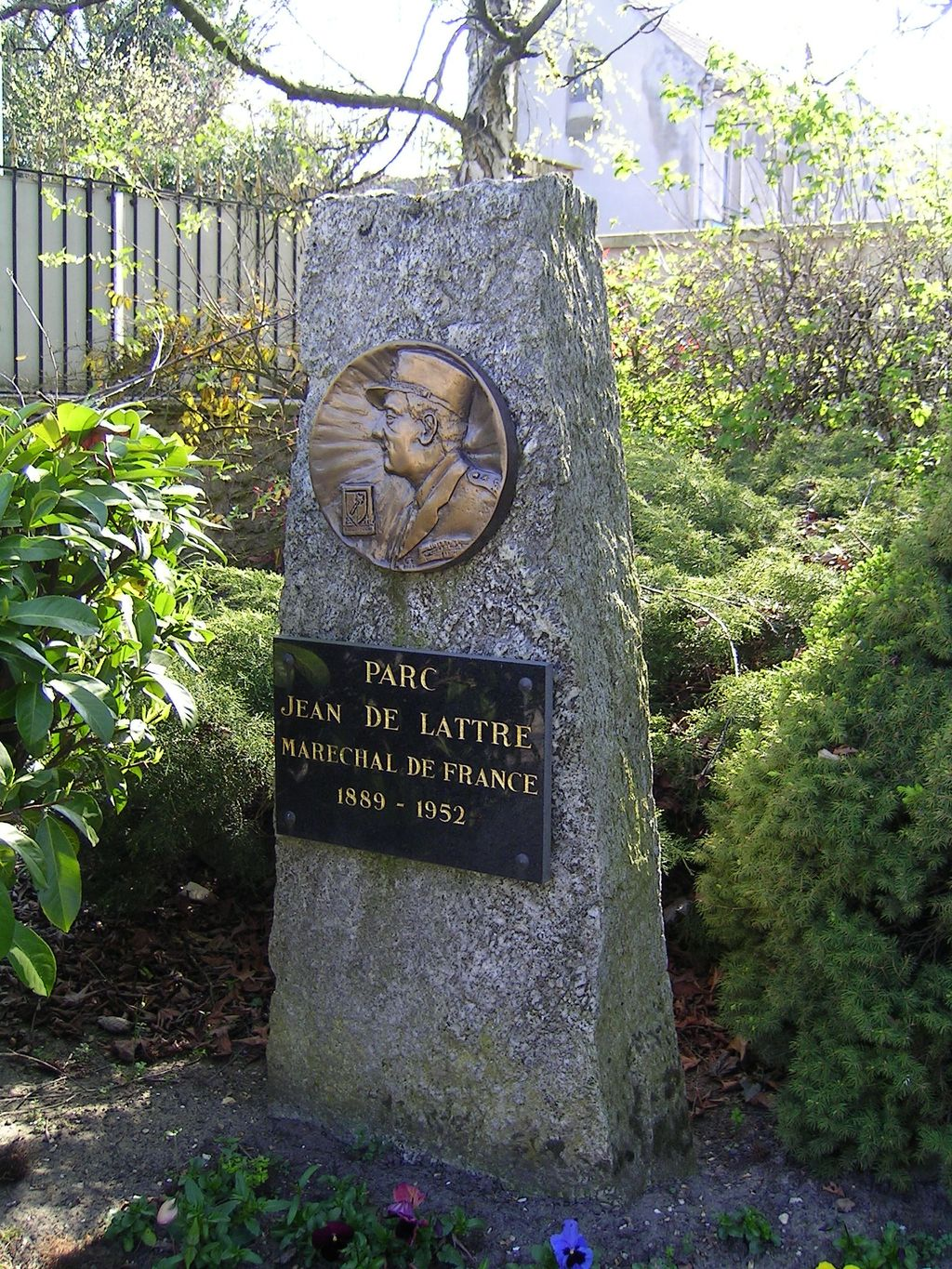
Monument du parc de la mairie de Coubron.

La dignité de maréchal de France n'avait pas été décernée depuis qu'en avaient été honorés les vainqueurs de la Première Guerre mondiale et, après lui, trois généraux d'armée furent élevés à cette dignité : Alphonse Juin, de son vivant, Philippe Leclerc de Hauteclocque, à titre posthume, et Pierre Kœnig, à titre posthume.
Il est inhumé dans son village natal de Mouilleron-en-Pareds, où a été créé le « musée national des Deux Victoires » — rebaptisé par la suite « musée national Clemenceau - De Lattre » — qui comprend la maison natale de Jean de Lattre, géré par la direction des musées de France (ministère de la Culture).
Il fut membre de l'Académie de Stanislas.

## Distinctions

### Rubans

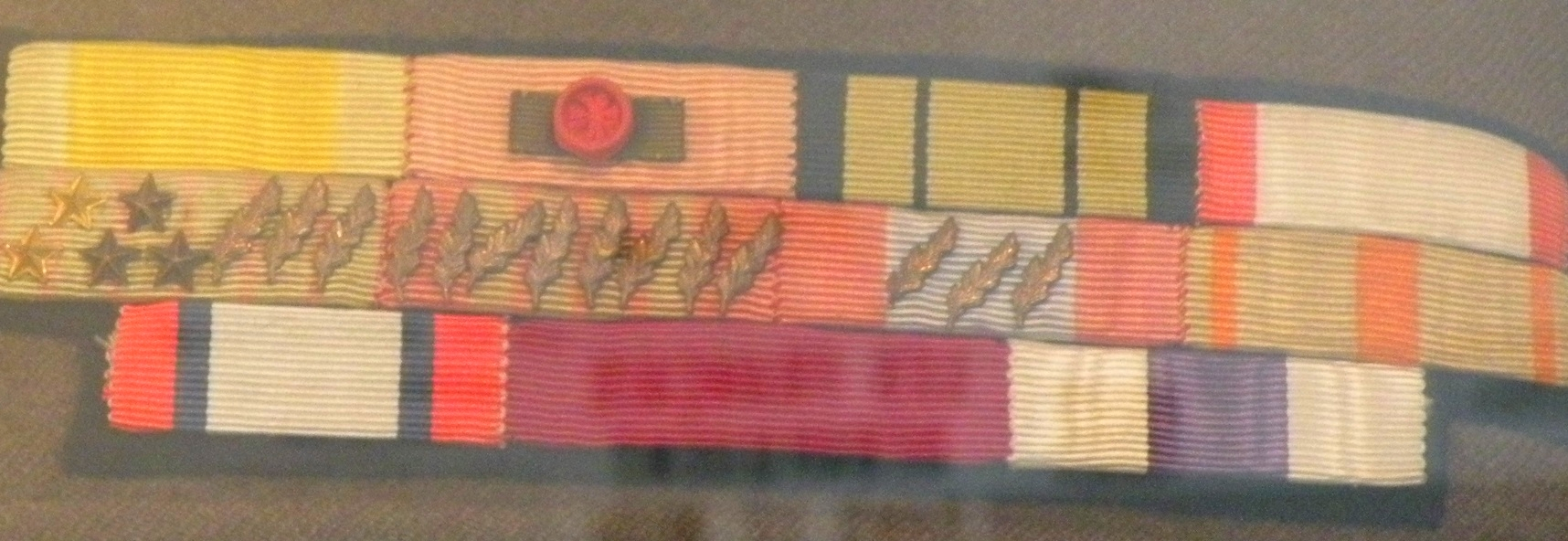
Les décorations du général de Lattre de Tassigny conservées au musée de l'Armée.

Rubans aux couleurs des décorations françaises ainsi que de certaines décorations étrangères.
|  |  |  |  |
|  |  |  |  |
|  |  |  |  |
|  |  |  |  |
|  |  |  |  |

### Décorations françaises
- Médaille militaire (1945[72])

Nota : la médaille militaire se porte avant la Légion d'honneur pour les officiers généraux ayant commandé au front ; selon la Grande Chancellerie, aucun texte officiel n'existe à ce sujet et il s'agit là d'une simple habitude.
- Grand-croix de la Légion d'honneur (10 février 1945)
  -  Grand officier de la Légion d'honneur (12 juillet 1940)
  -  Commandeur de la Légion d'honneur (20 décembre 1935)
  -  Officier de la Légion d'honneur (16 juin 1920)
  -  Chevalier de la Légion d'honneur (20 décembre 1914)
- Compagnon de la Libération (décret du 20 novembre 1944[73])
- Croix de guerre 1914-1918 (trois palmes, deux étoiles de vermeil, deux étoiles en argent et une étoile en bronze)
- Croix de guerre 1939-1945 (huit palmes)
- Croix de guerre des Théâtres d'opérations extérieurs (trois palmes)
- Médaille interalliée de la Victoire
- Médaille commémorative de la guerre 1914-1918
- Médaille coloniale avec agrafe Maroc
- Médaille des évadés
- Médaille d'or de l'Éducation physique
- Médaille d'or de la Santé publique

### Décorations étrangères
- Grand-croix de l'ordre du Libérateur Général San Martín (Argentine)
- Croix de guerre (une palme) (Belgique)
- Grand cordon de l'ordre de Léopold (Belgique)
- Commandeur de l'ordre du Mérite brésilien (Brésil)
- Grand-croix de l'ordre de l'Étoile noire (Bénin)
- Modèle:Déco Grand-croix de l'ordre Royal du Cambodge
- Grand-croix de l'ordre du Mérite du Chili
- Mérite militaire avec agrafe blanche (Cuba)
- Grand-croix de l'ordre du Dannebrog (Danemark)
- Grand-croix de l'ordre du Million d'Éléphants et du Parasol blanc (Laos)
- Ordre du Mérite militaire chérifien (Maroc)
- Grand cordon de l'ordre du Ouissam alaouite (Maroc)
- Mérite militaire (Mexique)
- Grand-croix de l'ordre de Saint-Olaf (Norvège)
- Grand-croix de l'ordre d'Orange-Nassau (Pays-Bas)
- Commandeur de l'ordre militaire de Virtuti Militari (Pologne)
- Ordre de la Croix de Grunwald 1ère Classe (Pologne)[74]
- Croix militaire (Royaume-Uni)
- Knight Grand Cross de l'ordre du Bain (Royaume-Uni)
- Croix de Guerre (Tchécoslovaquie)
- Grand-croix de l'ordre du Lion blanc (Tchécoslovaquie)
- Grand-croix de l'ordre du Nichan Iftikhar (Tunisie)
- Grand-croix de l'ordre du Sang (Tunisie)
- Army Distinguished Service Medal [(USA)
- Legion of Merit (USA)
- Ordre de Souvorov (URSS)
- Grand-croix de l'ordre national du Vietnam

## Ouvrages
- Première Armée Française – Ordres du jour et Messages, Strasbourg, 1945.
- L'Armée Française de Transition, Service des Editions de l'Armée, 1946, 18 p.
- Textes du général de Lattre de Tassigny, Paris, 1947.
- Histoire de la 1re armée française, Rhin et Danube, Paris, édition Plon, 1949, 654 p.
- Général de Lattre, la victoire à Berlin 1945, Paris, 1949.
- Œuvres Libres, Paris, 1949.
- Ne pas subir – Écrits 1914-1952, textes rassemblés et présentés par Élisabeth Du Réau, André Kaspi, Marc Michel, Guy Pedroncini et Maurice Redon, Paris, édition Plon, 1984, 562 p.
- Reconquérir – Écrits 1944-1945 (préface de Henri Amouroux), textes réunis et présentés par Jean-Luc Barré, Paris, édition Plon, 1985, 380 p.
- La ferveur et le sacrifice : Indochine 1951, textes réunis et présentés par Jean-Luc Barré et Jacques Dalloz, préface de Pierre Schoendoerffer, Paris, édition Plon, 1987.
- De Lattre à l'état-major de Weygand, textes réunis et présentés par Jacques Dinfreville, Revue des Deux Mondes, juin et juillet 1970.

## Iconographie
(liste non exhaustive)
- s.d. – Portrait du général de Lattre de Tassigny , hst par Edmond Heuzé.
- s.d. – Maréchal de Lattre de Tassigny , monument au maréchal de Lattre de Tassigny à Mantes-la-Jolie par Jacques Le Nantec.

## Hommages
Une stèle est érigée dans la prairie de Manziat, dit « terrain de l'Aigle », duquel il s'envola pour Londres.
La promotion 1951-1953 de l'École spéciale militaire de Saint-Cyr Coëtquidan porte son nom.
Une station de métro à Paris dans le 16e arrondissement porte le nom porte Dauphine – Maréchal de Lattre de Tassigny.
Le nom de Lattre-de-Tassigny a été donné à :
- des édifices militaires :
  - la caserne de Lattre-de-Tassigny à Metz,
  - le camp militaire Maréchal-de-Lattre-de-Tassigny à Novo Selo, au Kosovo, depuis 2002 ;
- des établissements scolaires :
  - un établissement régional d'enseignement adapté à Opme (commune de Romagnat) ; c'est une ancienne école de cadres construite par de Lattre, de 1940 à 1941[75],[76],[77],
  - un lycée public à La Roche-sur-Yon ;
- au complexe sportif de Lattre à Aubagne qui comprend notamment un stade régional à son nom.

En 1970, à l'occasion du 25e anniversaire de la capitulation allemande du 8 mai 1945, La Poste émet un timbre à l'effigie du maréchal de Lattre de Tassigny.

### Odonymes
Son nom est l'un 200 odonymes les plus courants en France. Il a été donné à des ponts, des places, des boulevards, des avenues, des rues, etc. :
- un pont sur le Rhône face au tunnel de la Croix-Rousse à Lyon (6e arrondissement) ainsi qu'une rue dans le 9e arrondissement ;
- un pont sur le Rhône à Vienne ;
- un pont sur la Seine entre Croissy-sur-Seine et Bougival ;
- un pont sur la Seine à Melun ;
- un pont sur la Seine à Châtillon-sur-Seine ;
- un quai à Saint-Dié-des-Vosges et Sète ;
- une place à Angers, Argentan, Auterive, Bergerac, Besançon, Bizanos, Brive-la-Gaillarde, Brest, Carcassonne, Cavanac, Châteaumeillant, Chevilly-Larue, Colmar, Courcelles-Chaussy, Crémieu, Espéraza, Flers, Floing, Foulayronnes, Gagny, Gonesse, Hautmont, Jarny, La Crau, Lattes, Lavelanet, Le Thillot, Levallois-Perret, Les Herbiers, Libourne, Longwy, Maisons-Laffitte, Mantes-la-Jolie, Mèze, Mollau, Montmorency, Moulins, Mourenx, Nice, Paris (16e arrondissement), Pontarlier, Reims, Remiremont, Rethel, Roanne, Rouen, Saint-Andiol, Saint-Brevin-les-Pins, Saint-Maximin-la-Sainte-Baume, Sainte-Flaive-des-Loups, Sarlat-la-Canéda, Schiltigheim, Sélestat, Strasbourg, Thann, Toulon-sur-Arroux, Trouville-sur-Mer, Vanves, Vétraz-Monthoux, Violaines, Vitry-le-François, Voiron ;
- un boulevard à Aix-les-Bains, Béziers, Château-d'Olonne, Chaumont, Chenôve, Dijon, Évry, Fontenay-le-Comte, Haguenau, Narbonne, Poitiers, Rennes, Rodez, Saint-Gilles-Croix-de-Vie, Sedan, Suresnes… ;
- une avenue à Aix-en-Provence, Amiens, Angoulême, Arras, Aulnay-sous-Bois, Bois-Colombes, Boissy-Saint-Léger, Bondy, Bouc-Bel-Air, Boulogne-Billancourt, Bourges, Bordeaux, Bron, Cachan, Caen, Charenton-le-Pont, Choisy-le-Roi, Compiègne, Coulommiers, Créteil, Cuers, Doulaincourt-Saucourt, Fécamp, Fontenay-sous-Bois, La Baule-Escoublac, La Celle-Saint-Cloud, Langeac, Le Pecq, Limoges, Manosque, Marseille, Metz, Meudon, Moissac, Montbéliard, Montereau-Fault-Yonne, Mont-Saint-Aignan, Montesson, Nancy, Niort, Orsay, Pont-de-Beauvoisin, Pontoise, Provins, Saint-Cloud, Saint-Denis (La Réunion), Saint-Rémy-de-Provence, Sannois, Savigny-sur-Orge, Senlis, Tarascon, Thiais, Toulouse, Troyes, Villecresnes, Villiers-sur-Marne… ;
- une rue à Autun (partagée avec son fils), Arcachon, Alfortville, Barembach, Blanquefort, Calais, Cambrai, Chalon-sur-Saône, Chambon-sur-Cisse, Chelles, Clermont-Ferrand, Clichy, Corbeil-Essonnes, Ermont, Élancourt, Le Chesnay, Le Havre, Laon, Lille, Louviers, Maisons-Alfort, Maizières-lès-Metz, Maubeuge, Massy, Nantes, Neuilly-sur-Marne, Neuilly-sur-Seine, Oyonnax, Plivot, Pont-de-Vaux — où il se cacha quelques jours après son évasion[33] —, Rueil-Malmaison, Saint-Germain-en-Laye, Sainte-Geneviève-des-Bois, Sartrouville, Saulieu, Sens, Sucy-en-Brie, La Turballe, Versailles… ;
- un cours à Thionville, à Blaye et à Lesparre-Médoc (Gironde) ;
- une grande allée à Montpellier et La Rochelle ;
- un rond-point à La Ciotat, à Montesoro et à Bastia.
- un square à Asnières, Perros-Guirec et Gex.